# Kreozol
Kreozol je sastojak kreozota. U poređenju sa fenolom, kreozol je manje toksičan dizinfektant.

## Izvori
- Katran iz uglja
- Drvo
- Redukcioni proizvod vanilina koristeći zinkov prah u hakoj hlorovodoničnoj kiselini
- Javlja se kao glikozid u zelenim zrnima vanile[3]
- Prisutan je u tekili.[4]

## Reakcije
Kreozol reaguje sa vodonik halidom i proizvodi katehol. 